# Dysoxylum dolichobotrys
Dysoxylum dolichobotrys är en tvåhjärtbladig växtart som beskrevs av Merrill & Perry. Dysoxylum dolichobotrys ingår i släktet Dysoxylum och familjen Meliaceae. Inga underarter finns listade i Catalogue of Life.